# Classe Almirante Lynch

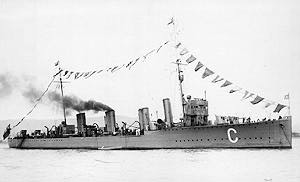
L’Almirante Condell, livré à la marine chilienne avant le début de la guerre. Il a servi jusqu'en 1945.

La classe Almirante Lynch  est une classe de destroyers conducteurs de flottille construits au Royaume-Uni pour le compte de la Marine chilienne. 
Certains étaient en cours de construction au déclenchement de la Première Guerre mondiale : ils furent rachetés par les Britanniques et achevés pour la Royal Navy. Cette classe fut alors nommée classe Faulknor et les navires de cette classe quelquefois surnommés les White boats, du nom de leur concepteur. Chaque destroyer reçu le nom d'un capitaine célèbre de la Royal Navy. Ces destroyers furent revendus au Chili en 1920, à l'issue du conflit.
De conception privée, élaborés par la société J. Samuel White, ils étaient significativement plus grands et plus lourdement armés que la moyenne des navires de ce type à cette époque. 

## Caractéristiques
Ces navires britanniques de la Première Guerre Mondiale présentent les caractéristiques suivantes :
- Déplacement : de 1 694 à 1 737 tonnes ;
- Armement : 6 canons de 102 mm, 4 tubes lance-torpilles de 533 mm ;
- Vitesse : de 31 à 32 nœuds (selon les unités).

Ces contre-torpilleurs ont des chaudières au charbon.

## Navires
| Navire                                                      | Lancé             | Mise en service |                                                  |
| ----------------------------------------------------------- | ----------------- | --------------- | ------------------------------------------------ |
| Almirante Lynch                                             | 28 septembre 1912 | 1913            | Retiré du service en 1945                        |
| Almirante Condell                                           | 28 septembre 1912 | janvier 1914    | Retiré du service en 1945                        |
| Almirante Riveros , (ex HMS Faulknor), ex Almirante Simpson | 26 février 1914   | Fin 1914        | Parti au Chili en 1920, mis à la casse en 1933   |
| Almirante Uribe , (ex HMS Brooke), ex Almirante Goni        | 25 mai 1914       | Fin 1914        | Parti au Chili en 1920, mis à la casse en 1933   |
| Almirante Williams (ex HMS Botha)                           | 2 décembre 1914   | 1915            | parti au Chili en 1920, mis à la casse en 1933   |
| HMS Tipperary, ex Almirante Riveros                         | 5 mars 1915       | Début 1916      | Coulé durant la bataille du Jutland, 31 mai 1916 |

## Source
- (en) Cet article est partiellement ou en totalité issu de l’article de Wikipédia en anglais intitulé « Almirante Lynch class destroyer (1912) » (voir la liste des auteurs).